# 방훈
방훈(龐勛, ? ~ 869년 10월 14일)은 중국 당나라 후기에 활동했던 서주(徐州, 지금의 장쑤성 쉬저우시) 무녕군(武寧軍, 본부는 서주에 있었다) 번진(藩鎭)의 군인으로, 868년부터 869년까지 당시의 황제였던 당의종의 치세에 맞서 서주(徐州, 지금의 장쑤성 쉬저우시) 출신의 군인들이 일으킨 대규모 반란(방훈의 난)의 주도자이다. 최후에는 사타 장군 주야적심의 지원을 받은 당나라 장군 강승훈에게 패망하였다.

## 생애

### 서주군인들의 배경
방훈이 언제 태어났는지는 알려져 있지 않으며, 그의 배경에 대해서는 서주 출신으로, 그의 아버지 방거직(龐擧直)이 반란 당시에도 살아 있었다는 것 외에는 거의 알려져 있지 않다.
서주는 당나라 중후반기에 오랜 군사적 전통을 가지고 있었으며, 당시 반항적인 번진(藩鎭) 세력이었던 평로군(平盧軍, 본부는 지금의 산둥성 타이안시에 있었다)과 창의군(彰義軍, 본부는 지금의 허난성 주마뎬시에 있었다) 두 번진 간의 연락을 통제하고 차단하기 위하여 신설된 무녕군(武寧軍) 번진의 수도였다. 하지만 서주 출신의 장병들은, 특히 절도사 왕지흥 때부터 교만해지고 기강이 해이해져 당나라 조정에서 무녕군을 통치하기 위하여 파견한 절도사에 대한 반란을 자주 일으켰다. 862년 무녕군의 정예 친위군단 중 하나인 은도도(銀刀都)의 장병들이 반란을 일으켜 조정에서 임명한 절도사 온장(溫璋)을 내쫓았다. 이때 당나라 조정에서 더 이상 참을 수 없는 지경에까지 이른 것으로 보인다. 당나라 조정에서는 대장 절동도 관찰사(浙東道觀察使. 본부는 지금의 저장성 사오싱시에 있었다) 왕식을 온장의 후임으로 임명하였다. 서주에 도착한 왕식은 충무군(忠武軍, 본부는 지금의 허난성 쉬창시에 있었다)과 의성군(義成軍, 본부는 지금의 허난성 안양시에 있었다) 두 번진에서 데려온 장병들을 시켜 수천 명의 은도도 장병들을 학살하였다. 당시의 황제였던 당의종은 백성들을 질책하고 무녕군 번진을 해체하는 칙령을 발표하였다. 서주는 연해도(兗海道, 본부는 지금의 산둥성 지닝시에 있었다) 관할하에 편입되었고, 무녕군 관하의 다른 주들인 호주(濠州, 지금의 안후이성 추저우시)는 회남도(淮南道, 본부는 지금의 장쑤성 양저우시에 있었다) 관할하에 편입되었으며, 숙주(宿州, 지금의 안후이성 쑤저우시)와 사주(泗州, 지금의 장쑤성 화이안시)는 신설된 숙사도(宿泗道)로 개편되었다. 그와 함께 그 수도는 숙주에 두었다. 그러나 그 수장으로는 예전의 절도사가 아닌 그보다 직급이 낮은 관찰사를 두었다.
863년 서주에 침입한 도적들이 자사 조경(曹慶)에 의해 공격이 격퇴되기 전에 많은 관리들을 죽이는 폭동이 일어난 후, 숙사도의 본부는 다시 서주로 이전되었다. 그 후, 서주·호주·숙주·사주를 관할하는 서사도(徐泗道)로 개편되었고, 이에 따라 예전의 무녕군 관할구역을 되찾았다. 그러나 여전히 절도사보다 직급이 낮은 관찰사의 통치하에 있었다.
864년 당나라의 서남부 지역이 남조의 잦은 공격에 시달리자, 당의종은 서주의 군사적 전통을 자세하게 설명하고 서주에서 3천 명의 병력을 옹주(邕州, 지금의 광시성 난닝시)에 배치하여 남조의 공격에 대비할 것을 명령하는 칙령을 발표하였다. 칙령은 남조와의 분쟁이 끝나면 병사들이 고향으로 돌아가는 것을 허락할 것이라고 약속하였다. 그러나 실제로 모집된 병력은 2천 명에 불과하였고, 그들 가운데 8백 명은 3년 후에 고향으로 돌아올 수 있다는 약속과 함께 계주(桂州, 지금의 광시성 구이린시)로 파견되었다. 방훈은 이러한 인원들 가운데 한 명이었고, 그는 양료판관(糧料判官, 식량 공급을 담당하는 지휘관의 보좌관)으로 있었다. 그로부터 3년이 다 지나가자, 병사들은 고향으로 돌아가기를 희망하였다. 그러나 서사도 관찰사 최언증(崔彦曾)은 그의 장수 도압아(都押牙) 윤감(尹戡)의 권고에 따라, 신병(新兵)들을 모집하는 비용이 너무 많이 든다는 이유로 그들을 계주에 1년 더 주둔시키기로 결정하였다. 이 명령이 계주에 도착하자, 서주 병사들은 격분하였다.

### 첫 봉기, 그리고 서주로 돌아가는 여정
당시 계관관찰사(桂管觀察使, 본부는 계주에 있었다) 이총(李叢)은 신임 호남도 관찰사(湖南道觀察使, 본부는 지금의 후난성 창사시에 있었다) 직에 제수되어 귀주를 떠나 있었고, 신임 계관관찰사는 아직 도착하지 않았다. 867년 가을, 서주 장교 도우후(都虞候) 허길(許佶)·군교(軍校) 조가립(趙可立)·요주(姚周)·장행실(張行實) 등이 반란을 일으켰다. 그들은 모두 예전에 도적이었으나 장교 임명장을 받고 나서 조정에 항복한 사람들이었다. 그들은 그들의 지휘관이었던 도장(都將) 왕중보(王仲甫)를 죽이고 방훈을 그들의 수령으로 추대하였다. 반란자들은 무기고를 약탈하고 무기를 탈취하여 귀향길에 오르기 시작하였다. 그들은 지나가는 곳마다 그 지역을 약탈하였고, 그들이 지나가는 주들과 현들은 이들을 막을 수 없었다. 당의종은 처음에 방훈에게 고위급 환관 장경사(張敬思)를 파견하여 방훈과 그의 장병들을 사면하고 그들이 서주로 돌아가는 것을 허락한다는 칙서를 전하게 하였다. 이에 서주 병사들은 약탈을 중단하였다. 그들이 호남에 도착하였을 때, 그들은 무기와 갑옷을 반납하였다. 그리고 나서 그들은 배를 타고 장강 동쪽으로 향하였다. 한편, 당의종은 최언증에게 반란자들을 놀라게 하지 말라고 명령하였고, 최언증은 방훈의 병사들을 위로하기 위하여 그들에게 온화한 어조로 지시를 내리기를 반복하였다. 이에 대해 방훈도 공손한 어조로 쓴 보고서를 최언증에게 올리기도 하였다.
하지만, 서주 병사들이 장강을 따라 내려가는 사이, 그들, 특히 허길은 자신들의 상황을 고려하여 다음과 같은 결론을 내렸다.
우리들의 죄는 은도도의 죄보다 훨씬 더 컸다. 조정에서 사면령을 내린 이유는 단 하나, 우리들이 더 이상 약탈하거나 도적이 되는 것을 막기 위한 것이었다. 우리들은 서주로 돌아가자마자 도살될 것이다.

그리하여 그들은 자신들의 재산을 갑옷과 무기로 무장하는 데 사용하였다. 그들이 회남에 도착하였을 때, 회남절도사 영호도는 그의 장수 도압아 이상(李湘)이 서주 병사들은 결국에는 더 큰 난동을 일으킬 것이라고 지적하였음에도 불구하고, 회남의 평화를 유지하는 데만 관심이 있었기 때문에 그들에게 식량을 제공하였다. 한편, 방훈은 학살을 피하여 도망쳐 있던 은도도의 병사들과 다른 도적들을 모아 그의 병사들의 수를 불려 나갔다. 그 병력의 규모는 1천 명에 이르렀다.
10월 22일, 방훈은 사주에 도착하였다. 자사 두도(杜慆)는 병사들을 잔치에 초대하고 오락을 위하여 연극을 펼쳤다. 연극이 시작되기 전에 배우들의 지휘자는 관례대로 손님들에게 연설을 하고 있었는데, 서주 병사들은 그가 자신들을 놀리고 있다고 믿었고, 그들은 그를 붙잡아 죽이겠다고 위협하였다. 그러나 두도는 이를 대비하고 있었고, 이 초동 조치 이후로 여기서 다른 것은 아무것도 나오지 않았다.
10월 23일, 방훈은 서주 근처 서성(徐城)에 도착하였다. 방훈과 허길은 병사들에게 서주에 도착하게 되면 병사들이 학살되거나 적어도 추방될 것이라는 자신들의 확신을 병사들에게 알렸다. 그들은 그들의 계획은 서주를 공격하고 점령하여 자신들이 서주를 지킬 수 있도록 조정에 허락을 받아내는 것이라고 발표하였다. 병사들은 대체로 동의하였고, 방훈은 그렇지 않은 12명을 처형하였다. 그는 12명의 머리와 함께 전령들을 보내 그 12명이 반란을 선동하였으며, 자신이 항복의 표시로 그들의 머리를 제시하였다고 보고하였다. 한편, 방훈은 또다른 청원서를 제출하여 최언증이 도압아 윤감뿐만 아니라 다른 2명의 핵심 장수인 교련사(敎練使) 두장(杜璋)과 병마사(兵馬使) 서행검(徐行儉)을 해임할 것을 요구하였고, 더 나아가 귀환병들은 본대와 별도로 주둔시킬 것을 요구하였다. 최언증은 장수들을 모아 놓고 이에 어떻게 대응할 것인가를 논의하였고, 이 시점에서 대부분의 장수들은 방훈의 의도를 깨닫고 방훈을 공격할 것을 주장하였다. 이에 최언증은 장수 도우후 원밀(元密)에게 3천 명의 군사들을 이끌고 방훈을 공격하게 하고, 숙주와 사주에도 방훈의 길을 차단하라고 명령하였다.
원밀이 그들을 향하여 오고 있다는 소식은 곧 방훈의 병사들에게 전해졌다. 그들은 재빨리 숙주를 공격하였고, 11월 4일에 그곳을 함락시켰다. 그들은 성안에 있는 모든 재산들을 모아서 누구나 와서 가져갈 수 있다고 공개적으로 발표하였다. 그 후, 주변 지역의 사람들은 모두 숙주로 몰려들었다. 그러자 방훈의 병사들은 이들 중에서 힘센 젊은이들을 붙잡아 자신들의 군단에 합류하도록 강요하였고, 이를 거부하는 사람들은 모두 처형하였다. 수천 명의 사람들이 이런 식으로 그들의 숫자에 추가되었다. 원밀이 11월 6일에 도착하여 공격하였을 때, 그는 재빨리 숙주를 점령할 수 없었으나, 반란군들 역시 원밀을 두려워하였다. 그리하여 그들은 장경사를 석방하였고, 11월 6일 밤 숙주를 버리고 변수(汴水)로 도망칠 작정이었다. 11월 7일 아침, 원밀은 반란군들이 달아났다는 것을 깨닫고, 병사들에게 먹을 기회를 주지 않고 추격하였다. 그들이 반란군들이 있는 곳에 도착하자, 반란군들은 자신들이 가지고 있던 배를 방어수단으로 사용하였고, 더 나아가 늪지대의 지형지물을 자신들에게 유리하게 이용하여 원밀을 놀라게 하였다. 원밀과 그의 대부분의 병사들은 죽임을 당하였고, 생존자들은 방훈에게 항복하였다. 생존자들은 방훈에게 서주는 사실상 방어선이 없다는 것을 알렸고, 방훈은 이후 서주를 공격하기로 결심하였다.
11월 8일, 방훈은 서주를 향하여 빠르게 진군하기 시작하였다. 그날 밤이 되어서야 최언증은 원밀의 군대가 전멸하였다는 소식을 듣고 즉시 인근 번진에 지원군을 요청하였다. 11월 9일, 서성의 성문은 폐쇄되었고, 번진 측에서는 수비를 강화하기 위하여 서성의 건장한 청년들을 징집하였으나, 서성은 저항할 의지가 부족하였다. 최언증은 자신이 성안에서 죽는 것이 자신의 책임이라고 지적하며 연해도의 수도인 연주(兗州)로 도망치라는 요구를 거절하고 이 요구를 한 사람을 그 자리에서 베어버렸다. 11월 10일, 방훈의 병사들은 서주에 도착하여 주변 지역의 사람들을 위로하였고, 그들도 반란군에 대거 합류하였다. 한 시간도 지나지 않아 나성(羅城, 외성(外城))은 반란군에게 함락되었다. 곧이어 자성(子城, 내성(內城))도 함락되었다. 반란군들은 최언증을 체포하여 대팽관(大彭館)에 감금시키고, 윤감·두장·서행검을 처형하였다. 그날 1만 명이 반란군에 합류하였다고 한다.

### 조정의 군대와 맞서다
번진 본부를 장악한 방훈은 병마유후(兵馬留後)의 직함을 차지하였고, 처음에는 공식적으로 그렇게 하기 위하여 조정에 임명을 요청하였다. 그는 최언증의 보좌관인 단련판관(團練判官) 온정호(溫庭皓)에게 조정에 임명을 요청하는 표문을 짓도록 하려고 하였으나, 온정호가 이를 거부하자 그의 참모 주중(周重)은 조정에서 그를 임명하지 않으면 조정에 대한 추가적인 군사행동을 벌이겠다고 위협하는 내용의 오만한 어조로 쓴 표문을 지었다. 그러나 처음에는 서사도와 주변 지역 사람들은 조정에서 방훈을 임명할 것이라고 믿었고, 이에 따라 농민 반란군을 포함한 주변 지역에서 많은 사람들이 서주로 가서 서주 군대에 합류하였다. 또 방훈은 그의 장수인 유행급(劉行及)을 호주에, 이원(李圓)을 사주에, 양비(梁丕)를 숙주에 각각 파견하여 그 성들을 장악하게 하였다. 유행급과 양비는 그렇게 할 수 있었으나, 두도는 이원을 습격하여 그에게 저항하였고, 자체적인 방어선을 구축하여 방훈과의 항전 태세를 갖추었다. 그 해 12월, 조정에서 방훈과 그의 군대를 달래기 위하여 파견된 고위급 환관 강도위(康道偉)가 팽성에 도착하자, 방훈은 강도위에게 자기 군대의 무력을 과시하였고, 강도위를 통하여 조정에서 정식으로 절도사로 임명해 달라는 내용의 또다른 표문을 조정에 올렸다. 그러나 그 사이에 그는 여러 인근 성들을 공격하여 여러 현들을 점령하였다.
하지만 12월 2일, 칙서가 도착하였을 때, 조정에서는 방훈의 제의를 거부하였고, 선포된 것은 최언증과 감군(監軍)환관 장도근(張道謹)의 잘못과 그들이 좌천, 강등될 것이라는 것이 전부였다. 이에 실망한 방훈은 칙령을 전달한 환관을 체포하였다. 한편, 의종은 우금오위(右金吾衛) 대장군 강승훈을 서주행영도초토사(徐州行營都招討使)로 삼아 대(對)방훈 작전을 주관할 것을 명령하였고, 신무군(神武軍) 대장군 왕안권(王晏權)을 서주북면행영초토사(徐州北面行營招討使)로 삼고, 우림군(羽林軍) 대장군 대가사(戴可師)를 서주남면행영초토사(徐州南面行營招討使)로 삼아 전국 각지에 있는 병력들을 대거 총동원하여 대방훈 작전에 나섰다. 강승훈의 요청으로, 그는 사타족 추장 주야적심과 토욕혼, 달단, 글필(契苾) 부족 추장들의 도움을 받을 수 있게 되었다.

## 출전 및 각주, 참고 자료
1. 1 2 3 4 5 6 7  중화민국 중앙연구원 2000년 중국력(中國曆) ↔ 서력(西曆) 변환기
2. 1 2 3 4 5 6 7 8 9 10 11 12 13  《자치통감》, 권251.
3. 1 2  《자치통감》, 권250.